# أندرو بيل (مغن مؤلف)
أندرو بيل (بالإنجليزية: Andrew Belle) هو مغن مؤلف أمريكي، ولد في 26 أغسطس 1984 في شيكاغو في الولايات المتحدة.

## وصلات خارجية
- الموقع الرسمي
- أندرو بيل على موقع ميوزك برينز (الإنجليزية)
- أندرو بيل على موقع أول ميوزيك (الإنجليزية)
- أندرو بيل على موقع ديسكوغز (الإنجليزية)